# 尾上壽男
尾上 壽男（おのえ ひさお、1935年〈昭和10年〉 - ）は、日本の実業家。グローリー名誉会長。姫路商工会議所顧問。父はグローリー工業社長の尾上壽作。祖父は国栄機械製作所（現グローリー）創業者の尾上作兵衛。

## 経歴
兵庫県姫路市出身。物心ついたのは4、5歳ころの1940年前後で、当時尾上家の家業である会社は国鉄姫路駅の南西にあり、自宅はその隣だった。家は割合裕福だった。父の壽作は乗馬が好きで、馬を飼っていた。父が家庭では「うるさいおやじ」だったため、親元を離れたくて地元の高校を卒業すると東京へ出た。中央大学理工学部へ進んだ。よく遊んだので成績は中ぐらいだった。
大学を卒業した1959年は就職難で、職が決まらなかった。とりあえず父の友人が社長を務めていた東芝グループの西芝電機へ入れてもらった。つまりコネ入社だった。西芝電機で2年半ほど働いたころ、父から「国栄機械製作所（現グローリー）へ入れ」と声がかかった。1961年、国栄機械製作所に入る。
1965年、販売子会社の国栄商事に移る。1968年、三功紙幣計算機から経営支援を求められた。経営支援を求められた三功紙幣計算機の再建を果たし、1970年6月、国栄機械製作所に戻った。副社長だった1982年、米国にグローリーUSAを設立した。1989年、社長に就任した。社長になったらすぐにバブルが弾けて業績が下がり始めた。売上高が伸びなくても利益を出せるよう構造改革に努めた。
2000年、小渕恵三首相の肝いりで発行された二千円札への対応は急だったので苦労したが、特需の恩恵にあずかった。その年末に東京証券取引所1部に上場したのを機に2001年6月に社長職を西野秀人に譲った。2004年、姫路商工会議所の会頭に選ばれた。
2005年11月旭日中綬章受章。